# Baldev Raj Chopra
Baldev Raj Chopra (B.R. Choprā) (ur. 22 kwietnia 1914 w Ludhiānā, zm. 5 listopada 2008 w Bobmaju) – indyjski reżyser i producent filmowy w Bollywoodzie. 
Jego młodszym bratem jest reżyser i producent Yash Chopra, synem też reżyser Ravi Chopra, bratankami reżyser i scenarzysta Aditya Chopra i aktor Uday Chopra.
Skończył literaturę angielską na Lahore University w Lahaur. Na początku był dziennikarzem filmowym. Po brytyjskim podziale Indii na Indie i Pakistan w 1947 przeniósł się do Delhi, a potem do Bobmaju. 
W 1955 założył wytwórnię filmową B.R Films. Pierwszy film (Naya Daur) wyprodukowany w tej wytwórni cieszył się dużą popularnością. Pomagał w rozwoju kariery śpiewaka Mahendra Kapoor zatrudniając go w większości swoich filmów.

## Odznaczenia i nagrody
- Order Padma Bhushan
- Nagroda Filmfare za Całokształt Twórczości (2003)
- Dadasaheb Phalke Award (1998)
- Nagroda Filmfare dla Najlepszego Reżysera za film Kanoon (1960)

## Filmografia

### Aktor
- Ghar (1978)

### Scenarzysta
- Ogrodnik (2003)
- Baabul (2006)

### Reżyser-producent
- Kal Ki Awaz (1992)
- Awam (1987)
- Nikaah (1982)
- Insaaf Ka Tarazu (1980)
- Pati Patni Aur Woh (1980)
- Karm (1977)
- Dhund (1973)
- Dastaan (1972)
- Hamraaz (1967)
- Gumrah (1963)
- Kanoon (1961)
- Sadhana (film) (1958)
- Naya Daur (1957)

### Reżyser
- Tawaif  (1985)
- Ek Hi Rasta (1956)
- Chandni Chowk  (1954)
- Sholay (1953)
- Afsana  (1951)

### Producent filmowy
- Baabul (2006)
- Ogrodnik (2003)
- Pratigyābadh (1991)
- Dahleez (1986)
- Kirayedār (1986)
- Āj Ki Awāz (1984)
- Mazdoor (1983)
- Agnee Pareeksha (1982)
- The Burning Train (1980)
- Chhoti Si Baat (1976)
- Zameer (1975)
- Aadmi Aur Insaan (1970)
- Ittefaq  (1969)
- Dharmputra (1962)
- Dhool Ka Phool (1959)